# El Mechira
El Mechira là một đô thị thuộc tỉnh Mila, Algérie. Dân số thời điểm năm 2002 là 11.683 người.